# Lill-Spångsjön
Lill-Spångsjön är en sjö i Sollefteå kommun i Ångermanland och ingår i Ångermanälvens huvudavrinningsområde. Sjön har en area på 0,0693 kvadratkilometer och ligger 221,3 meter över havet.

## Delavrinningsområde
Lill-Spångsjön ingår i det delavrinningsområde (697996-157148) som SMHI kallar för Utloppet av Stor-Spångstjärnen. Medelhöjden är 283 meter över havet och ytan är 2,08 kvadratkilometer. Det finns inga avrinningsområden uppströms utan avrinningsområdet är högsta punkten. Vattendraget som avvattnar avrinningsområdet har biflödesordning 5, vilket innebär att vattnet flödar genom totalt 5 vattendrag innan det når havet efter 110 kilometer. Avrinningsområdet består mestadels av skog (89 procent). Avrinningsområdet har 0,16 kvadratkilometer vattenytor vilket ger det en sjöprocent på 7,7 procent.